# Fiona Hall
Fiona Hall (n. 15 iulie 1955) este un om politic britanic, membru al Parlamentului European în perioada 2004-2009 din partea Regatului Unit.
1. ↑  Deputații în Parlamentul European